# David Korten
Pour les articles homonymes, voir Korten.
David  C. Korten, né en 1937 à Longview, est un écrivain et une personnalité du mouvement altermondialiste. Il est surtout connu pour être le fondateur du People-Centered Development Forum et auteur du livre When Corporations Rule the World.

## Biographie
David Korten a reçu une maîtrise en administration des affaires et un doctorat à l'Université de Stanford. Il était capitaine de l'US-Air Force pendant la guerre du Viêt Nam. 
Après la  guerre, il a travaillé à l'Agence de Développement International en Asie. Il est devenu critique vis-à-vis de la volonté réelle des États-Unis de combattre la pauvreté et les inégalités, et les autres problèmes des pays en voie de développement. David Korten est aussi un des fondateurs du Positive Future Network (Réseau pour un Futur Positif), et participe à la rédaction du magazine YES! A Journal of Positive Futures.
David Korten apparait dans un film documentaire au sujet du Dalaï Lama intitulé Dalai Lama Renaissance.

## Quelques citations
« Dans les années 1980, le capitalisme a triomphé du communisme. Dans les années 1990, il a triomphé de la démocratie. »
« Le monde est maintenant régi par un casino financier mondial où travaillent des banquiers anonymes et des gestionnaires de fonds de placement spéculatifs qui déplacent plus de deux billions de dollars de par le monde en quête de profits rapides et de refuges sûrs, entraînant les taux de change dans des tourbillons sans fin qui n'ont absolument aucun rapport avec quelque réalité économique que ce soit. Ils renflouent ou écrasent les économies nationales, achètent et vendent des sociétés, et tiennent les politiciens en otage dans leur propre intérêt. »
« Nous négligeons souvent la force du lien entre la grande entreprise et le gouvernement et la mesure dans laquelle les deux servent, même dans les pays démocratiques, d’instrument de l’élite et sont inextricablement liés ».